# Rayman 2: The Great Escape
Rayman 2: The Great Escape è un videogioco a piattaforme pubblicato da Ubi Soft nel 1999 per Nintendo 64 e Windows, mentre le versioni per Dreamcast e PlayStation sono state pubblicate nel 2000. È il secondo titolo della serie di Rayman ed il primo in 3D.
Un port intitolato Rayman Revolution è stato sviluppato da Ubisoft Annecy per PlayStation 2. Un port alternativo noto come Rayman 2 Forever è stato sviluppato da Ubi Studios per Game Boy Color.
Il gioco è stato acclamato dalla critica per il gameplay, la grafica e i controlli. Brandon Justice di IGN ha definito Rayman 2 "l'impresa più impressionante di progettazione ed esecuzione di gioco che il genere platform abbia mai visto". GameSpot e IGN hanno incluso Rayman 2 nelle loro liste dei "migliori videogiochi" di tutti i tempi.
Dal 28 luglio 2010 è possibile scaricare Rayman 2: The Great Escape su PlayStation 3 e PlayStation Portable tramite PlayStation Network.

## Trama
Tempo dopo che il leggendario e magico dio creatore della Radura dei Sogni, chiamato Polokus, decise di isolarsi, un pericoloso esercito di Robot-pirati, comandati dal malvagio ammiraglio Razorbeard, distruttori di diversi pianeti, conquista il mondo e rende schiavi gli abitanti catturandoli e deportandoli sulla Nave-Prigione, il Bucaniere. Nel caos, il Cuore del Mondo si è frantumato e i 1000 Lum Gialli che lo compongono sono andati dispersi. Anche Rayman viene catturato dopo aver perso i suoi poteri a causa dell'esplosione del Cuore del Mondo, e sta per perdere le speranze, ma il suo migliore amico Globox, inviato da una loro amica, la fata Ly, finisce nella sua stessa cella e gli dà un Lum d'argento che gli fornisce il potere del Pugno Magico, il che lo spinge così ad andare da Ly, sperando che potesse ripristinare i suoi poteri, ma quando scappano scivolando in un condotto di ventilazione nel Bucaniere, si separano e Rayman cade nella Foresta di Luce, dove conosce Murfy, che gli fa da guida. Durante l'esplorazione della foresta, incontra i piccoli Globox, i numerosi figli di Globox, si ritrova costretto a spiegare loro che era lui e il loro padre erano stati separati, con loro disperazione, e salva i Teensie, scoprendo, con sua irritazione, che non si ricordano chi sia il loro re, il Grande Minimo, finendo così per passarsi a turno la corona, litigando finché il protagonista non li ferma. I Teensie aprono così per lui l'Anticamera delle Porte, con la quale potrà accedere alla sua destinazione, e gli spiegano che Ly è stata catturata dai Robo-pirati e portata in una loro fortezza nella Radura delle fate. Dopo che Rayman salva Ly e le spiega tutto, la fata gli dice che non può ripristinare i suoi poteri perché l'esplosione del Cuore del Mondo l'ha notevolmente indebolita, ed è diventato difficile creare i Lum d'argento, ma secondo una leggenda, potrà avere la possibilità di sconfiggere i pirati facendo risvegliare Polokus se riuscirà a radunare le leggendarie quattro maschere elementali (Acqua, Terra, Fuoco e Aria) sconfiggendo i guardiani che le proteggono, ciascuno con debolezze che solo un vero eroe potrà scoprire, e gli fornisce un Lum d'argento che gli ridà il potere di aggrapparsi ai Lum viola.
Uscito dalla Radura delle fate, Rayman giunge alle Paludi del risveglio e chiede informazioni al suo amico Ssssam il serpente, che ha scoperto che Globox è stato catturato oltre le paludi. Allo stesso tempo, Razorbeard, infuriato dai suoi pregressi, manda il suo assistente Lackey a inviare una nave da guerra per ucciderlo e impedirgli di recuperare le maschere. Rayman riesce però a uscirne illeso e raggiunge il Santuario di Acqua e Ghiaccio, situato su un'isola,  dove affronta il guardiano, Axel, e lo sconfigge, ottenendo la Maschera dell'Acqua, la prima delle quattro maschere, incontrando in sogno Polokus, che lo esorta a trovare le altre maschere il prima possibile. Per cercare la Maschera della Terra, impara a cavalcare i missili alla Collina dei Menhir, dove trova un vecchio amico, Clark il gigante, che dopo aver inghiottito qualcosa di nocivo, si è gravemente ammalato a causa del suo stomaco sensibile, con condizioni possibilmente fatali, così l'eroe si dirige nella Caverna dei Brutti Sogni e ne sconfigge il guardiano, Jano, per poi rifiutare il suo immenso tesoro per ottenere l'Elisir della Vita per curare il suo amico. 
Al Baldacchino, Rayman libera Globox, che lo aiuta usando la danza della pioggia, un potere che la sua famiglia possiede, ma si spaventa durante un attacco dei pirati. L'amico lo rassicura che non dovrebbe vergognarsi di avere paura, conscio del pericolo, ma mostra insicurezza data la perdita dei suoi poteri, e Globox rivela di avere un altro Lum d'argento, che gli fornisce il potere di caricare il Pugno Magico, per poi andare da sua moglie, Uglette. L'eroe senza arti scopre poi che i pirati hanno anche catturato Carmen la balena, e che la volevano uccidere per usare il suo grasso per oliare il motore del bucaniere. Dopo averla salvata, si reca in montagna per accedere al Santuario di Roccia e Fuoco, dove trova la seconda maschera grazie all'aiuto del guardiano del santuario Umber, con cui Ly aveva comunicato, che lo aiuta a superare un fiume di lava. 
Furioso, Razorbeard ordina che Rayman venga ucciso, dando così il via a un inseguimento in un precipizio montuoso, ma il nostro eroe riesce a scappare. Per trovare la Maschera del Fuoco nel Santuario di Pietra e Lava, si dirige in una palude, ma la maschera si trova sotto il santuario, dove rimane intrappolato. Grazie all'aiuto di Ly, che gli fornisce un Lum d'argento col potere del super elicottero, procede nel Santuario di Pietra e Lava, ma Foutch, il guardiano del santuario, è impazzito dopo la distruzione del Cuore del Mondo, al punto che Ly non è riuscita a ragionare con lui, e lo ferisce con un colpo a sorpresa, facendogli perdere il super elicottero. Nonostante ciò, riesce a sconfiggerlo e ottiene la terza maschera. Arrivato alla Tomba degli Antichi, un luogo pieno di polli zombie usato come fortezza dai pirati, rincontra Clark, sotto il controllo dei pirati, e lo libera distruggendo il dispositivo di controllo mentale sulla sua schiena. 
In seguito, Rayman parte alla ricerca della Maschera dell'Aria e si dirige alle Montagne di Ferro, dove incontra Uglette, che sta piangendo perché i pirati hanno anche rapito tutti i suoi 650 bimbi e li hanno imprigionati nelle miniere, e suo marito è stato catturato di nuovo quando ha tentato di proteggerli. Prende così una nave pirata per salvarli, ricevendo la quarta e ultima maschera da uno di loro, permettendogli di evocare Polokus. Tuttavia, Polokus non può affrontare Razorbeard perché è invincibile a terra, ma estremamente vulnerabile in aria, e gli affida il compito di andare da solo sulla Nave-Prigione e sconfiggere Razorbeard. Nel Bucaniere, libera così tutti gli schiavi catturati dai pirati e trova tutti i Lum Gialli che compongono il Cuore del Mondo, mentre Polokus distrugge gli ultimi pirati rimasti sulla terra. 
Razorbeard, disposto a tutto per uccidere Rayman, ha pagato per ricevere un robot, il Grolgoth, in modo da poterlo annientare, e lo attira usando Globox come esca sull'albero maestro della nave, il Nido del Corvo, appendendolo a testa in giù. Quando sta per ucciderlo, Rayman si rivela e l'Ammiraglio apre il fuoco, ma entrambi sopravvivono, e Globox lo spinge a combattere invece di preoccuparsi per lui. Durante lo scontro finale, però, la grata crolla e Rayman cade nelle profondità della Nave-Prigione, ma viene salvato in tempo da Ly, che stava meditando, e usando un missile volante, sconfigge Razorbeard e lo costringe alla resa, ma l'Ammiraglio attiva la sequenza di autodistruzione del Grolgoth e scappa via dallo spazio, lasciando l'eroe ancora intrappolato dentro la Nave-Prigione, che esplode assieme al Grolgoth, apparentemente uccidendolo. Poco dopo, Globox torna a terra illeso, e lui, la sua famiglia, Murfy, Ly, Clark, i Teensie e Polokus, non trovando Rayman e rinvenendo solo la sua scarpa sinistra, pensano che il loro amico sia morto per nulla e organizzano un funerale per lui. Tuttavia, mentre piangono la sua dipartita, Rayman sopraggiunge vivo e vegeto, zoppicando su un bastone per supportare il suo unico piede, e tutti festeggiano la vittoria del nostro eroe e la ricostruzione del Cuore del Mondo.

## Modalità di gioco
Il gioco è in terza persona e il giocatore ha il controllo sulla fotocamera, anche se in alcune situazioni questo controllo è limitato solo a determinate angolazioni. In diversi punti del gioco sono presenti dialoghi tra i personaggi.
Raccogliendo i Lum, il giocatore sblocca ulteriori informazioni sul mondo del gioco e sulla sua storia, che possono essere lette stando fermi e premendo un pulsante specifico per qualche tempo. Alcune retrospettive sono ottenute anche attraverso istruzioni (opzionali) di Murfy, una "enciclopedia volante" che fornisce spiegazioni su tutti i tipi di elementi di gioco.
A differenza del suo predecessore, che era un platform 2D, Rayman 2 è un platform 3D. Il giocatore naviga attraverso una sequenza per lo più lineare di livelli, combattendo i Robo-Pirati nemici, risolvendo enigmi e raccogliendo Lum. Raccogliere abbastanza Lum consente al giocatore di accedere a nuove parti del mondo. Parte dei Lum sono nascosti in piccole gabbie, in cui altri combattenti per la libertà o Teensies sono imprigionati, e possono essere ottenuti rompendo le gabbie.
Rayman inizia il gioco con abilità minime, e può ottenere più abilità man mano che il gioco progredisce. L'arma principale disponibile nel gioco è il pugno di Rayman, sotto forma di sfere di energia. Alla fine, le sfere possono essere caricate prima di spararle, rendendole più potenti. Rayman può anche entrare in una posizione strafing che gli permette di mirare facilmente le sfere evitando attacchi nemici. Rayman in seguito ottiene l'abilità di oscillare su grandi spazi vuoti usando i Lum viola. Rayman è anche in grado di usare i suoi capelli da elicottero per rallentare la sua discesa mentre salta, con alcuni segmenti più avanti nel gioco che gli permettono di volare con i capelli. Ci sono anche vari oggetti che Rayman può usare durante il gioco, come barili esplosivi che può lanciare, prugne giganti per portarlo attraverso superfici pericolose e razzi da cavalcare per accedere a nuove aree.
Oltre alla sequenza di livello principale basata sulla storia, ci sono anche diversi livelli a tempo in cui il giocatore può ottenere bonus. Inoltre, raccogliendo tutti i Lum e rompendo tutte le gabbie in un livello, il giocatore sblocca un livello bonus in cui uno dei bambini di Globox corre contro un pirata robot. Quando il giocatore che controlla il bambino vince la gara, Rayman ottiene salute o un potenziamento.

## Sviluppo
Nella produzione iniziale del gioco, Ubisoft aveva previsto lo sviluppo in 2D proprio come il predecessore, esclusivamente per PlayStation, Sega Saturn e PC. Il gameplay e lo stile artistico dovevano rimanere molto simili a quelli del primo gioco. La meccanica doveva essere più accessibile e meno difficile di quella del gioco precedente, ma con alcune novità, come il risolvimento di puzzle nei livelli. La trama era simile a quella del gioco finale, ma aveva come antagonista un generale alieno (noto semplicemente come Il Generale) intento a trasformare il pianeta in un mondo freddo e di metallo. Molti dei precedenti personaggi sarebbero riapparsi nuovamente, compresa Betilla, rapita e imprigionata dal generale.
Il gioco era previsto per l'autunno 1996, e diverse riviste di videogiochi, come Electronic Gaming Monthly, pubblicarono diversi concept art dei personaggi e dei livelli. Tuttavia, quando gli sviluppatori videro il gioco Crash Bandicoot della Naughty Dog durante l'Electronic Entertainment Expo 1996, vennero a conoscenza delle nuove possibilità di gioco offerte dal genere platform 3D. Questo portò alla cancellazione del prototipo di Rayman 2 a scorrimento verticale, a favore del gioco finale tridimensionale.
Eccetto il protagonista, nessuno dei personaggi apparsi in precedenza è comparso nel gioco finale (anche se nella versione PlayStation ricompaiono tra i nemici gli Antitoon) e molti di quelli nuovi progettati furono modificati o annullati. Il Generale è passato da antagonista a semplice comparsa: è il personaggio che vende il Grolgoth (il Robot d'assalto che funge da Boss finale del gioco) a Razorbeard.

## Versioni

### Nintendo 64
La versione per Nintendo 64 è la versione originale del gioco. Questa versione presenta una colonna sonora in formato MIDI. Molte delle transizioni di menu sono esclusive di questa versione.

### Windows
La versione per PC mantiene la stessa struttura dei livelli della versione Nintendo 64 con una risoluzione e un framerate più elevato.

### Dreamcast
La versione per Dreamcast mantiene le texture di alta qualità della versione PC, migliorandone leggermente alcune. È stata aggiunta una nuova area nel Bosco di Luce chiamata Globox Village, dove il giocatore può accedere a nuovi minigiochi raccogliendo i Globox Crystals. Questa è la prima versione di Rayman 2 a consentire il widescreen e l'unica versione in cui le proporzioni possono essere modificate manualmente. La Hall of Doors è stata sostituita da The Isle of Doors. Sono stati aggiunti molti altri Robo-Pirati e un nuovo tipo che spara bombe. Questa è anche la prima versione ad avere il filmato nella Nave Prigione dove Rayman libera i prigionieri, che è stato tagliato dalle versioni originali per motivi di tempo.

### PlayStation
La versione per PlayStation rimuove e modifica una serie di livelli, unendone altri, e riduce la quantità totale di Lum gialli da 1000 a 800. Alcuni livelli, tuttavia, hanno diverse nuove aree e anche alcuni filmati sono stati modificati. Questa è la prima versione ad avere la recitazione vocale completa. Sono presenti molti cambiamenti grafici, in particolare nell'Anticamera delle Porte. È possibile sbloccare un nuovo livello bonus che consente al giocatore di provare uno stage dal prototipo 2D. Invece di Lum imprigionati in gabbie, ora ci sono Ludiv, Greenbottles e Minisaurus.
Contrariamente alle versioni precedenti, in cui i personaggi comunicavano in un linguaggio incomprensibile sottotitolato, la versione PlayStation presenta un doppiaggio in lingue reali, tra cui l'italiano.

### PlayStation 2
Questa versione, intitolata Rayman Revolution (Rayman 2: Revolution negli Stati Uniti) è stata uno dei titoli di lancio per PlayStation 2. A differenza di Rayman 2, in cui si accedeva ai livelli da una schermata di selezione lineare chiamata Hall of Doors, i livelli in Rayman Revolution sono accessibili tramite tre nuovi mondi: Minisaurus Plain, Globox's House e Rainbow Creek, noti collettivamente come Front. Queste aree consentono l'esplorazione libera, rendendo Revolution un gioco molto meno lineare rispetto alle versioni precedenti. Qui sono stati aggiunti nuovi filmati e dialoghi, dando al giocatore un quadro più completo della storia. Inoltre, vengono introdotti nuovi personaggi come Bzzit e Rayman può acquisire nuovi poteri, oggetti e abilità, come quelli che può acquistare con i Lum Gialli che ha raccolto al Pozzo Magico, l'equivalente di un tipico negozio di oggetti.
Personaggi come Ly la Fata, Clark e i Teens appaiono molto più spesso in questa versione. Ly aumenta la salute di Rayman offrendo mini-giochi, che includono i Walks of Life and Power e il segmento delle montagne russe precedentemente in Top of the World, in cambio della liberazione dei Familiar Spirits, nuove creature spirituali che sono imprigionate in gabbie dei Robo-Pirati. Nel frattempo, i Teens ospitano i Teensie Circles, hub di teletrasporto che sostituiscono la Hall of Doors e consentono a Rayman di tornare nei luoghi che ha già visitato.

### Game Boy Color
La versione per Game Boy Color, intitolata Rayman 2 Forever (Rayman 2 negli Stati Uniti) è a scorrimento laterale 2D. In questa versione tutta la musica è presa direttamente dal primo gioco per Game Boy Color, solo con l'aggiunta di ritmi in alcuni brani. Invece di utilizzare un sistema di password, utilizza un salvataggio a batteria e consente al giocatore di avere fino a tre file di salvataggio.  Come la versione PS1, Rayman deve raccogliere 800 Lum invece di 1000.

## Remake

### Rayman DS
Rayman DS è stato pubblicato per Nintendo DS nel 2005 ed è basato sulla versione Nintendo 64. Il secondo schermo può essere utilizzato per controllare Rayman con uno stick analogico virtuale e mostra l'HUD del gioco durante il gioco.

### Rayman 3D
Rayman 3D è stato pubblicato per Nintendo 3DS nel 2011 ed è basato sulla versione Dreamcast, con i minigiochi e il Globox Village rimossi. La grafica è in 3D stereoscopico.

## Accoglienza
Rayman 2 ha ricevuto il plauso della critica al momento dell'uscita.
Jeff Lundrigan ha recensito la versione per Nintendo 64 del gioco per Next Generation, valutandola con quattro stelle su cinque e affermando che "con i suoi simpatici design dei personaggi e un gameplay elegante e raffinato, Rayman 2 è uno dei pochi titoli che può onestamente affermare di avere qualcosa da offrire a qualsiasi giocatore di qualsiasi età o abilità."
La versione per computer di Rayman 2 ha ricevuto un premio per le vendite "Silver" dalla Entertainment and Leisure Software Publishers Association (ELSPA), indicando vendite di almeno 100.000 copie nel Regno Unito.
Rayman 2 ha ricevuto consensi dalla critica, ottenendo un 9 su Nintendo 64, 9.2 su Windows e PlayStation e 9.6 su Dreamcast da IGN. Ha anche ricevuto "IGN Dreamcast Game of the Year 2000". È stato elogiato nella maggior parte degli aspetti, inclusi gameplay, audio, grafica e controlli, elogiando i mondi colorati e vibranti, la colonna sonora e il gameplay vario. Brandon Justice di IGN l'ha definita "l'impresa più impressionante di progettazione ed esecuzione di gioco che il genere platform abbia mai visto". Rayman 2 è stato nominato per il premio GameSpot "Personal Computer Action Game of the Year" nel 1999, che alla fine è andato a Unreal Tournament.
Jeff Lundrigan ha recensito la versione Dreamcast del gioco per Next Generation, valutandola con quattro stelle su cinque e affermando "Esci e compralo. Non rimarrai deluso". La versione Dreamcast si è classificata seconda per il premio annuale "Best Platform Game" di GameSpot, che è andato a Banjo-Tooie.
Revolution si è classificato secondo per il premio annuale " Miglior gioco di piattaforma" di GameSpot tra i giochi per console, che è andato a Conker's Bad Fur Day.
L'accoglienza per Rayman DS è stata mista o media, citando difetti grafici e problemi con la fotocamera. Sebbene supportasse il controllo del gioco tramite il touchpad, questo era considerato sia sciatto che imbarazzante, in parte causato dal fatto che il gioco era un porting diretto della versione per Nintendo 64. Rayman 3D ha ricevuto un'accoglienza altrettanto mista poiché è un porting diretto della versione Dreamcast, senza un vero utilizzo delle capacità del 3DS ad eccezione del 3D stereoscopico.
GameSpot e IGN hanno incluso Rayman 2 nelle loro liste dei "migliori videogiochi" di sempre.